# Liesel Herbach
Liesel Herbach (* 20. Oktober 1912 in Gerstungen; † 11. August 1986 in Eisenach) war eine Thüringer Künstlerin, Heimatforscherin und Mitbegründerin des Gerstunger Heimatmuseums.

## Biographie
Elisabeth Herbach war die Tochter eines Gerstunger Zimmermeisters, sie wuchs behütet in Gerstungen, in der Löbersgasse auf, wo die Familie ihr Werkstattgeschäft betrieb. Nach einem schweren Unfall musste sie ihre privaten und beruflichen Pläne aufgeben und widmete sich fortan ihrem künstlerischen Talent, das sie beim Besuch der Eisenacher Zeichenschule entdeckt hatte.
Als Autodidakt arbeitete sie beständig an der Vervollkommnung ihrer Arbeitstechnik und wählte die Gerstunger Landschaft, ihre Menschen, Häuser und Tiere als Hauptmotiv für zahlreiche Zeichnungen und Aquarelle. Diese Arbeit war ihr infolge der Körperbehinderung  sehr mühevoll gewesen.

## Werke (Auswahl)
- N.N.: Menschen und Fachwerkhäuser im Gerstunger Raum. Eine Künstlerin bewahrt das Bild ihrer Heimat. In: EISENACH-Information... (Hrsg.): Eisenacher Schriften zur Heimatkunde. Heft 25. Eisenach 1983, S. 100.